# Габрієль Торрес
Габрієль Торрес (ісп. Gabriel Torres, нар. 31 жовтня 1988, Панама) — панамський футболіст, нападник клубу «Тауро».
Виступав, зокрема, за клуб «Колорадо Рапідз», а також національну збірну Панами.

## Клубна кар'єра
У дорослому футболі дебютував 2003 року виступами за команду клубу «Чепо», в якій провів два сезони, взявши участь у 92 матчах чемпіонату.
Згодом з 2006 по 2010 рік перебував в оренді в клубах «Сан-Франциско», «Ла Екідад», «Америка де Калі», «Чепо» та «Атлетіко Уїла».
З 2010 по 2013 виступав за «Сан-Франциско», «Ла Екідад» (знаходився на контракті в 2011) та «Самора» (Баринас).
Своєю грою за останню команду привернув увагу представників тренерського штабу клубу «Колорадо Рапідз», до складу якого приєднався 2013 року. Відіграв за команду з Денвера наступні три сезони своєї ігрової кар'єри.
Протягом 2016 року знову захищав кольори команди клубу «Самора» (Баринас).
До складу клубу «Лозанна» приєднався 2016 року. Відтоді встиг відіграти за швейцарську команду 3 матчі в національному чемпіонаті.

## Виступи за збірну
2005 року дебютував в офіційних матчах у складі національної збірної Панами. Наразі провів у формі головної команди країни 51 матч, забивши 9 голів.
У складі збірної був учасником розіграшу Золотого кубка КОНКАКАФ 2011 року в США, розіграшу Золотого кубка КОНКАКАФ 2013 року в США, де разом з командою здобув «срібло», розіграшу Золотого кубка КОНКАКАФ 2015 року в США і Канаді, на якому команда здобула бронзові нагороди, розіграшу Кубка Америки 2016 року в США.

## Титули і досягнення

### Клубні
- «Ла Екідад»

Володар Кубка Колумбії (1): 2008
- «Самора» (Баринас)

Чемпіон Венесуели (2): 2013-14, 2016
- «Індепендьєнте дель Вальє»

Володар Південноамериканського кубка (1): 2019

### Збірні
- Переможець Кубка центральноамериканських націй: 2009
- Срібний призер Золотого кубка КОНКАКАФ: 2013
- Бронзовий призер Золотого кубка КОНКАКАФ: 2015